# (903) Nealley
(903) Nealley es un asteroide perteneciente al cinturón exterior de asteroides descubierto el 13 de septiembre de 1918 por Johann Palisa desde el observatorio de Viena, Austria.
Está nombrado en honor del astrónomo aficionado estadounidense Nealley.